# Islossning

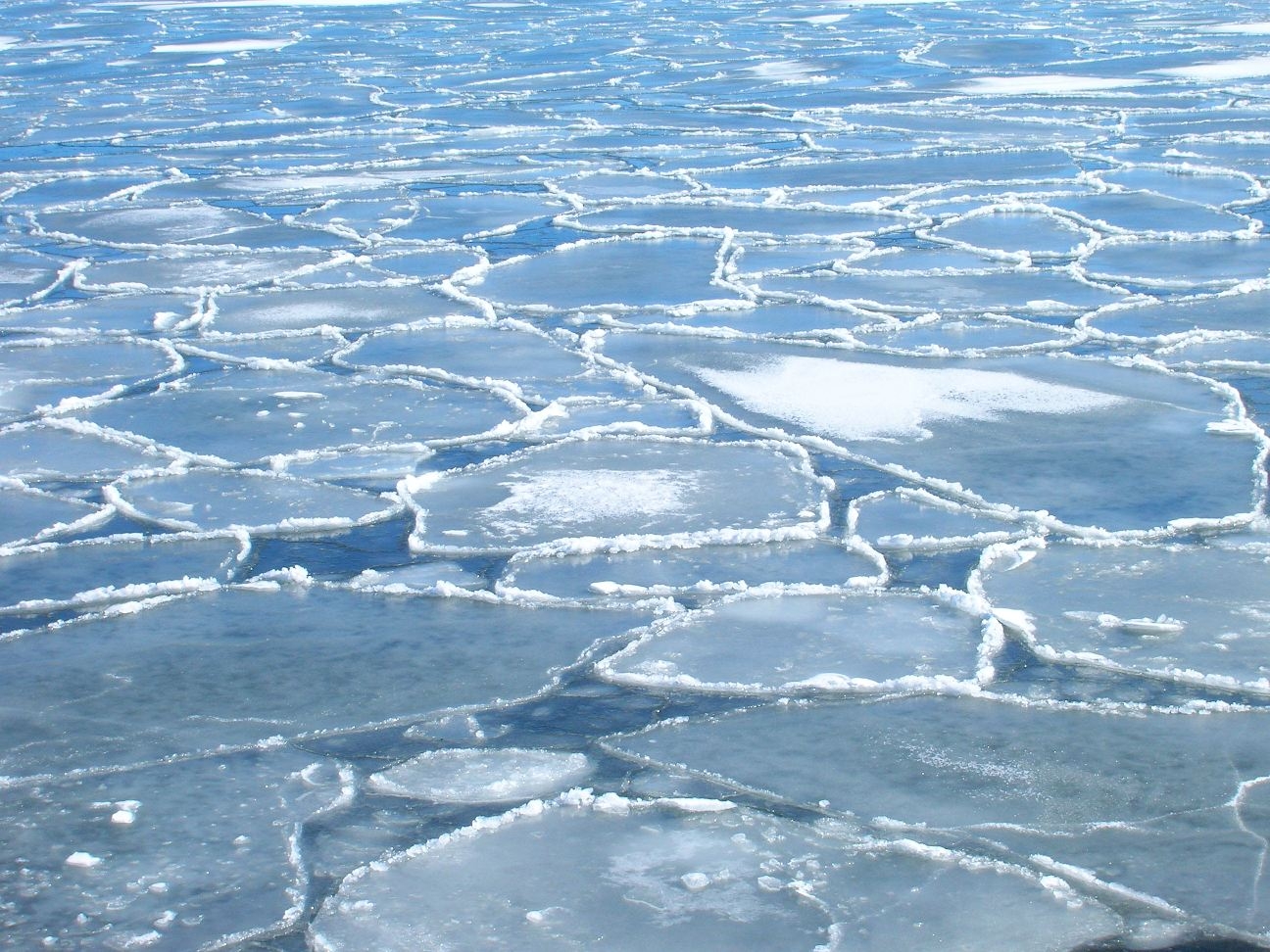
Islossning i Nynäshamn, 26 mars 2006.

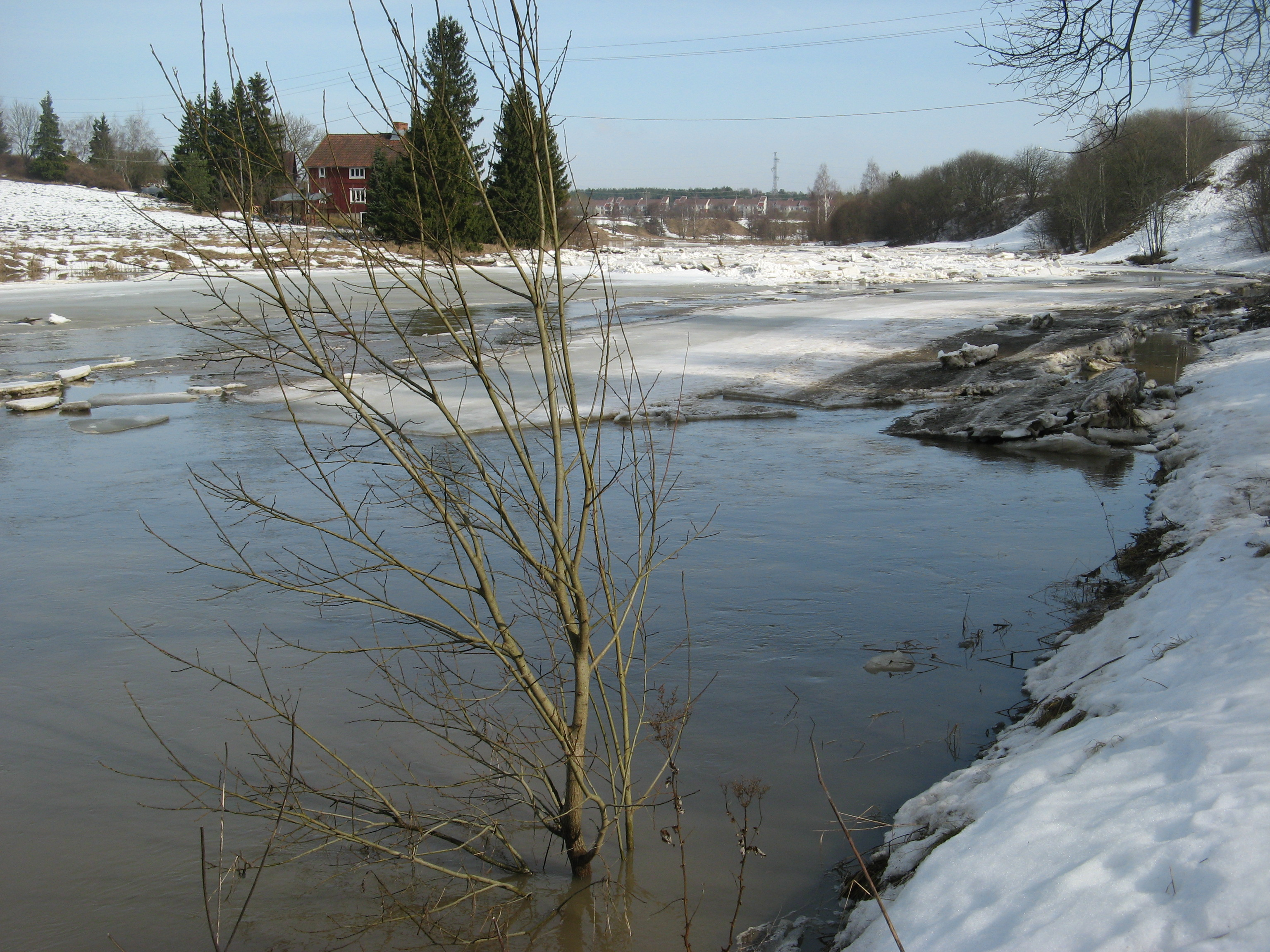
Islossning i Aura å, 2 april 2010. Notera det höga vattenståndet och vallen av uppdämd is uppströms.

Islossning är fenomenet då isen på älvar, sjöar och havet spricker på våren, särskilt till följd av solstrålning. I älvar kan islossningen leda till isproppar som kan orsaka översvämningar.

## Älvar
På våren försvagas isen av solsken, högre lufttemperatur och genom det större flödet som snösmältningen innebär (vårflödet), samtidigt som det större flödet utsätter isen för påfrestningar. Då isen bryts sönder utsätter ismassorna och eventuellt tidigare uppdämt vatten isen nedströms för ytterligare påfrestningar vilket leder till att isen ofta snabbt bryts sönder på en längre sträcka.
Där den sönderbrutna isen inte kommer vidare bildas fördämningar som dels kan förorsaka översvämningar, dels riva med sig broar och andra konstruktioner längs vattendraget. Sådana översvämningar är årligt återkommande till exempel i Tornedalen och i finska Österbotten.